# Richard Moon
Sir Richard Moon, I baronetto (1814 – 1899), è stato un ingegnere britannico.
Divenne presidente nel giugno 1861 della London and North Western Railway fino a quando non si ritirò il 22 febbraio 1891. 

## Biografia
Nato nel 1814, è il figlio maggiore del commerciante Richard Moon (1783-1842) e di sua moglie Elizabeth, figlia di William Bradley Frodsham, di Liverpool, Moon entrò a far parte del consiglio della London and North Western Railway nel 1847, la società appena nata come risultato della fusione di diverse linee. Dapprima diventato direttore, fu nominato presidente nel giugno 1861.
Sir Richard fondò anche la Snowdon Mountain Railway in Galles, in associazione con George Assheton-Smith, inaugurata nel 1896.
Visse a Bevere, una piccola frazione sulle rive del fiume Severn, nella parrocchia di Claines, nel Worcestershire, dal 1849 al 1863. Alla riunione di sagrestia parrocchiale del 24 aprile 1851 fu eletto Vicario della Chiesa. Dopo essersi trasferito a Copsewood Grange, a est di Coventry, ha investito nei tentativi di Joseph Cash di produrre seta artificiale.
Moon sposò Eleanor (1820-1891), figlia di John Brocklebank, di Hazelholm, Whitehaven, Cumberland, ex ufficiale dei West Cumberland Volunteers, nel 1840; i due ebbero tre figli e due figlie.
Moon fu creato un baronetto, di Copsewood Grange, nella parrocchia di Stoke, nella contea di Warwick, il 22 luglio 1887. Fu succeduto nel titolo di baronetto da suo nipote, Cecil Ernest Moon (figlio del figlio maggiore di Sir Richard, Edward, che morì nel 1893). È sepolto nella chiesa di San Bartolomeo, a Coventry.